# Kommer József
Kommer József (Pest, 1862. március 16. – Budapest, 1945. december 30.) magyar építész.

## Élete
Kommer József vendéglős és Blum Janka fiaként született. A Bécsi Képzőművészeti Akadémián folytatott tanulmányokat. 1888 és 1892 között a székesfővárosi mérnöki hivatal munkatársa, Weber Antal műhelyének dolgozója, elsősorban iskolaépületek és vásárcsarnokok megépítésével foglalkozott.
Felesége Kóti Lenke volt, Kóti József földbirtokos és Orhaiser Vilma lánya, akivel 1898. augusztus 14-én Szűcsiben kötött házasságot.

## Ismert épületei
- 1890-es évek: villa, Budapest, Lisznyai utca 11.[6]
- 1892–1893: iskolaépület (ma: Szent Benedek Gimnázium és Technikum és Örömhír Általános Iskola és Alapfokú Művészeti Iskola), Budapest, Práter utca 11-17.[7]
- 1893: iskolaépület (ma: Julianna Református Általános Iskola), Budapest, Rottenbiller u. 43.[8]
- 1897: Klauzál téri vásárcsarnok,  Budapest, Klauzál tér 11. (Klunzinger Pállal közösen)[9]
- 1900: Görögkeleti székesegyház, Nagyszeben (Nagy Virgillel közösen)[3]
- 1901: lakóház, Budapest, Lánchíd utca 5.[10]
- 1902–1904: Magyarok Nagyasszonya-társszékesegyház (Samassa templom), Nyíregyháza, Kossuth tér 4. (Nagy Virgillel közösen)[3]
- 1904–1905: kocsigyártóműhely, gyári kémény és faszárító fészerek az Aszódi Javítóintézet területén, Aszód, Baross tér 2.[11]
- 1910–1911: Wünster pensio, Budapest, Váci utca 40.[12]
- 1913–1914: Gillming-ház, Budapest, Ferenczy István utca 14.[6][13][14]

### Meg nem valósult tervei
- 1907: állami faipari szakiskola és ezekkel kapcsolatos műhelyek és internátusok épületei, Brassó (I. díj)[3][6]
- 1907: állami faipari szakiskola és ezekkel kapcsolatos műhelyek és internátusok épületei, Szatmárnémeti (I. díj)[6]
- 1909: Magyar Műhely- és Raktártelep bérház átalakítása, Budapest[15]
- 1927: autóbuszgarázs, Budapest, Szabó József utca[16]
- 1927: Kőbánya iskola bővítése (ma: Kroó György Zene- és Képzőművészeti Iskola Kőbányai Alapfokú Művészetoktatási Intézmény), Budapest, Szent László tér 34. (épült: 1873, tervezte: Feszl Frigyes)[17][18]

## Képtár

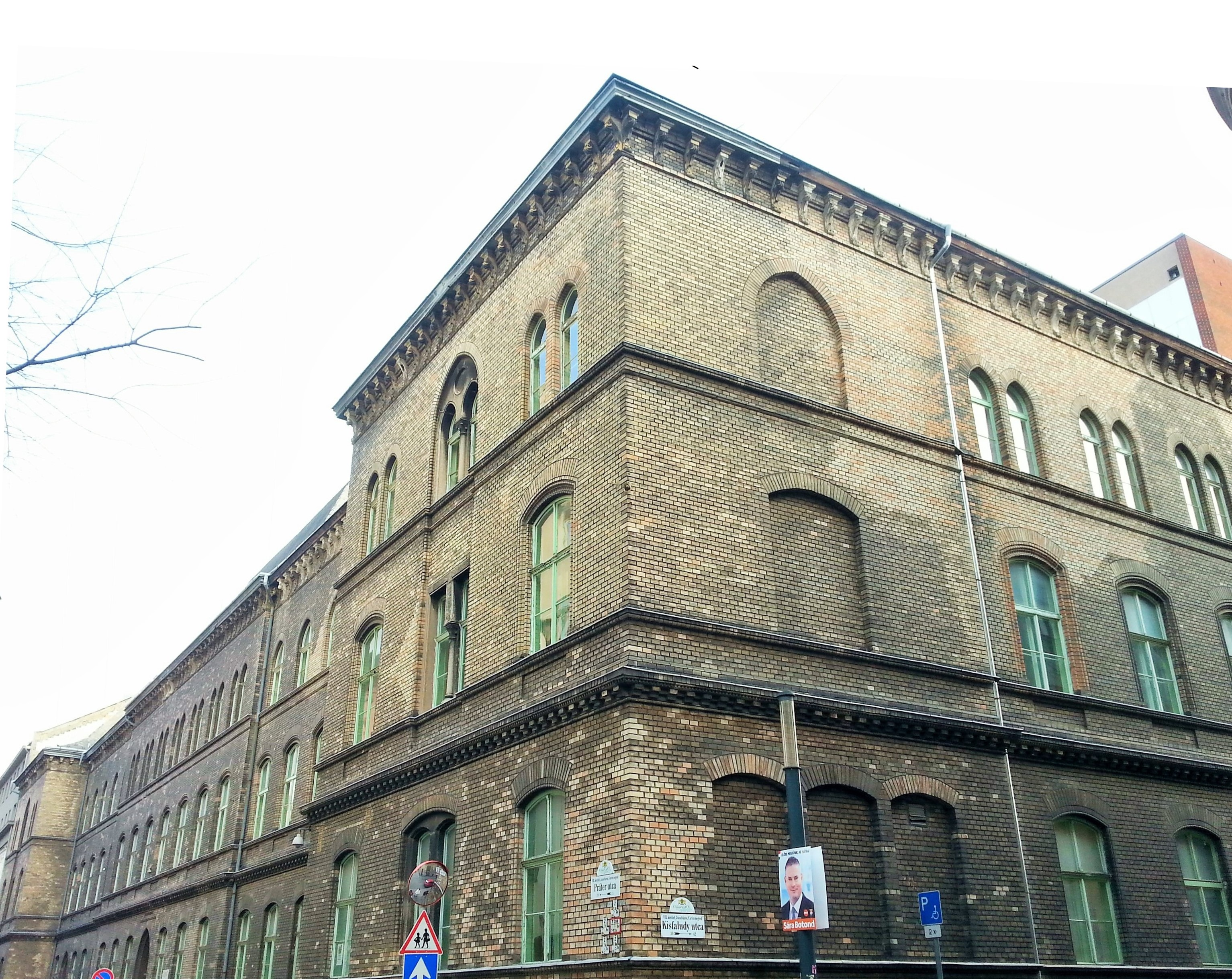
Práter utcai iskolaépület
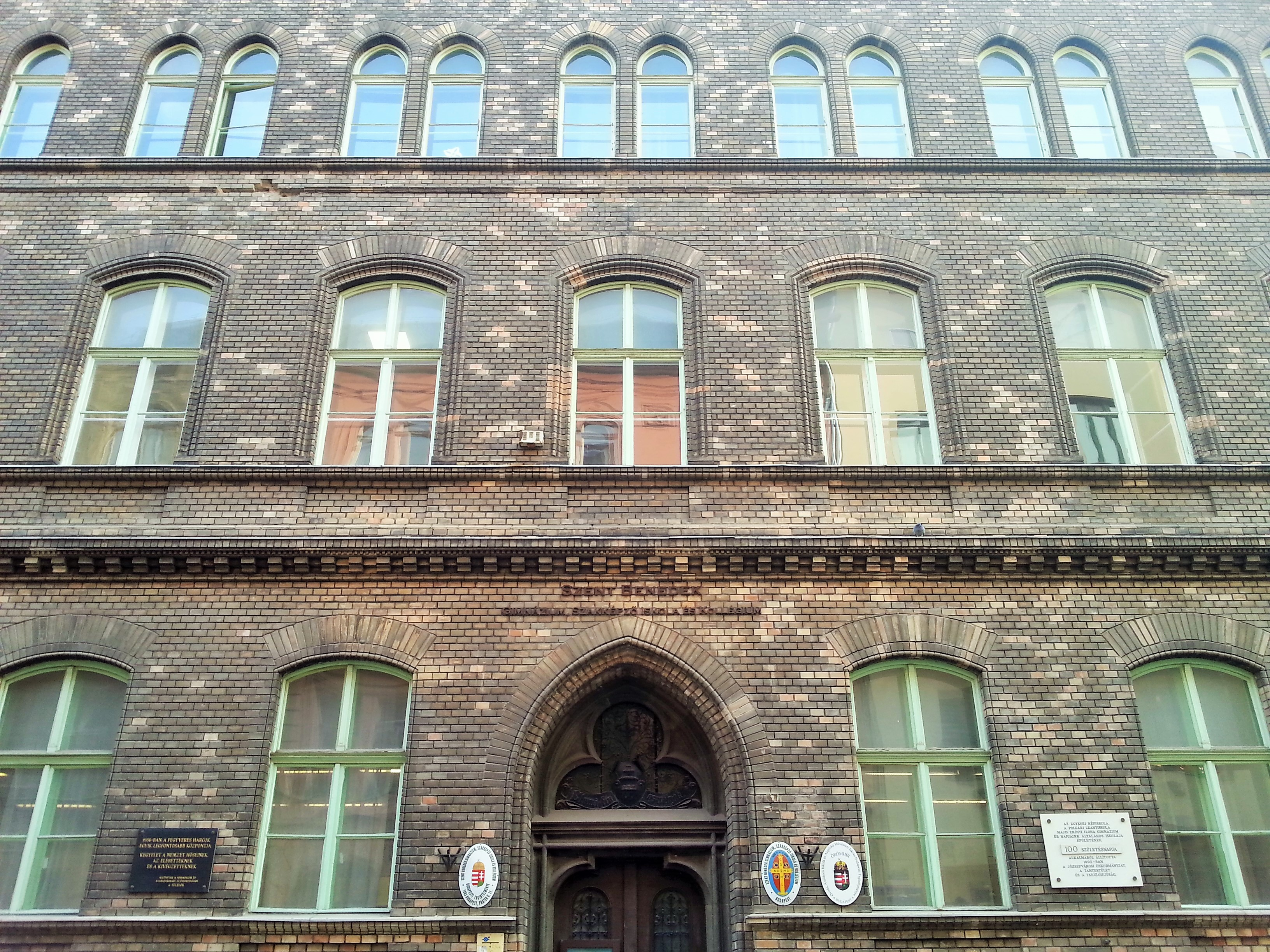
Práter utcai iskolaépület (részlet)
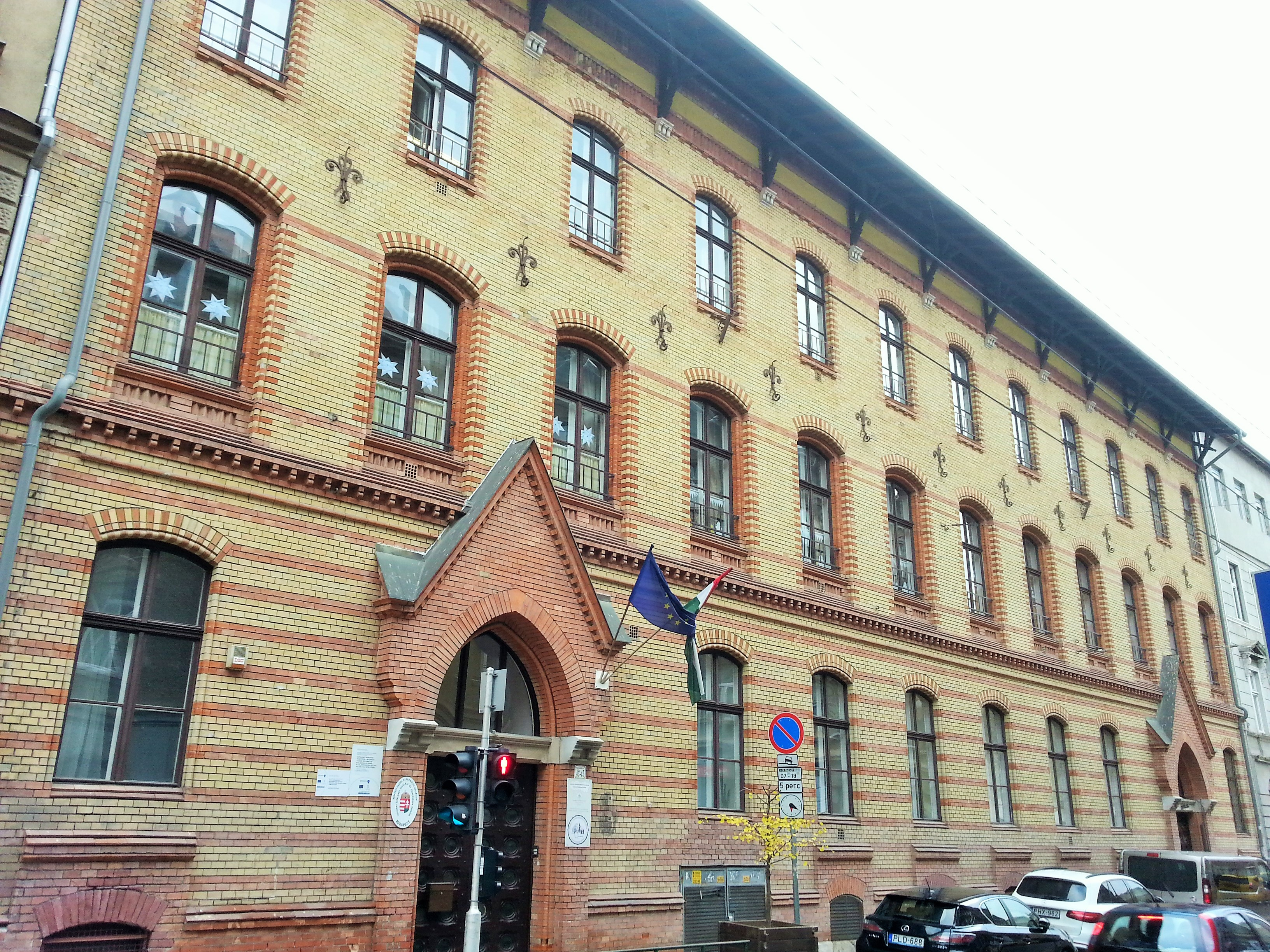
Rottenbiller utcai iskolaépület
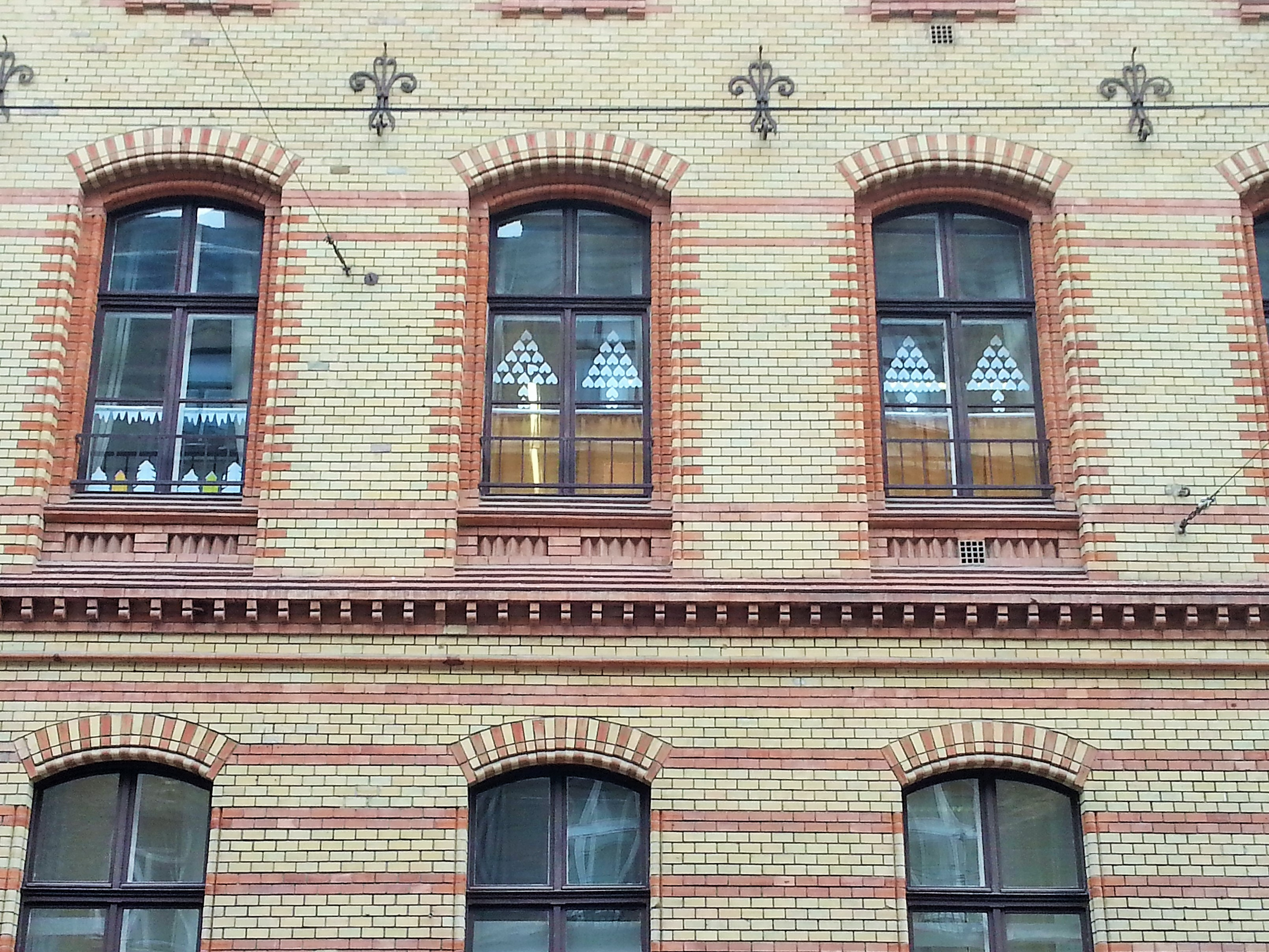
Rottenbiller utcai iskolaépület (részlet)
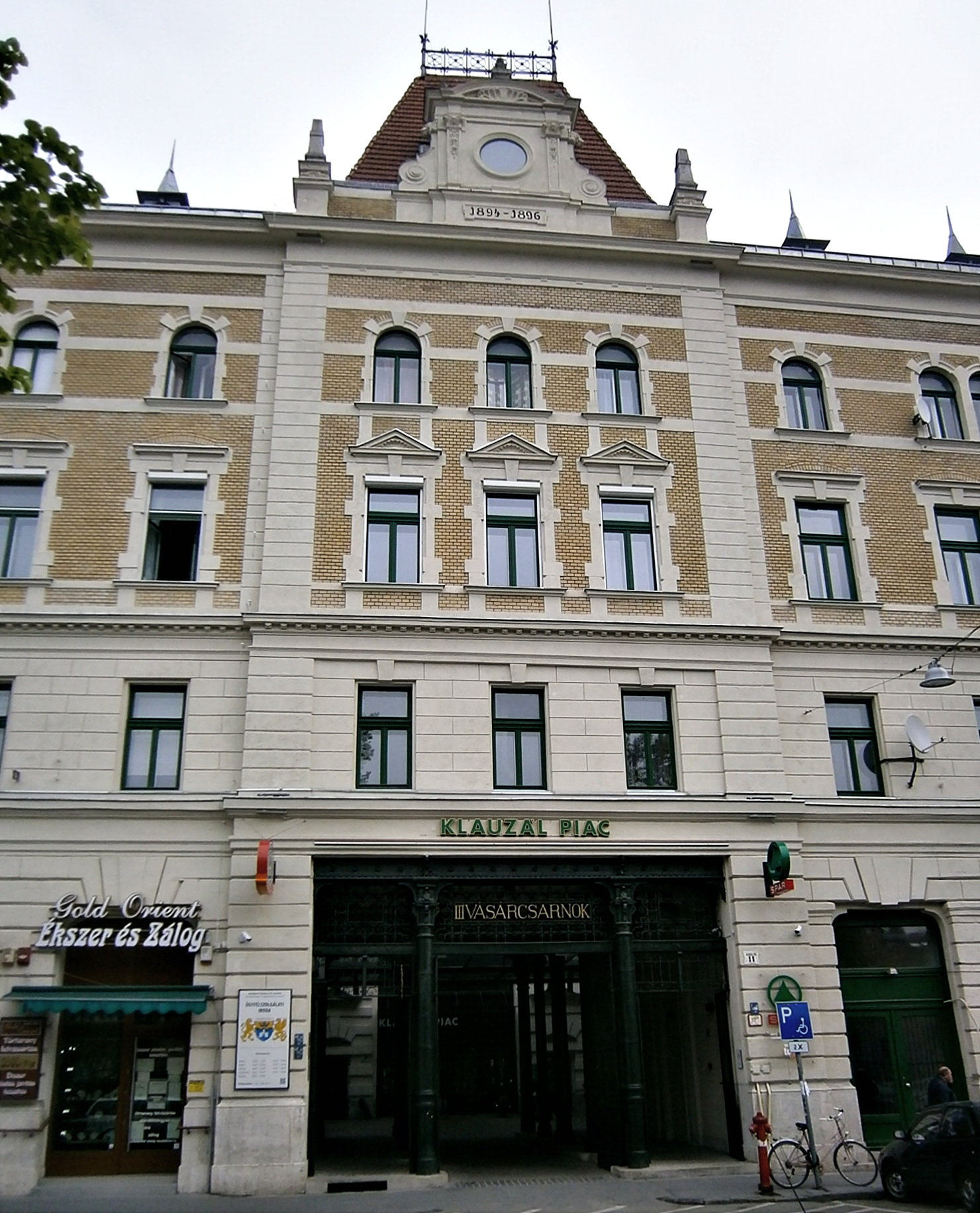
Klauzál téri vásárcsarnok (Klauzál téri homlokzat)
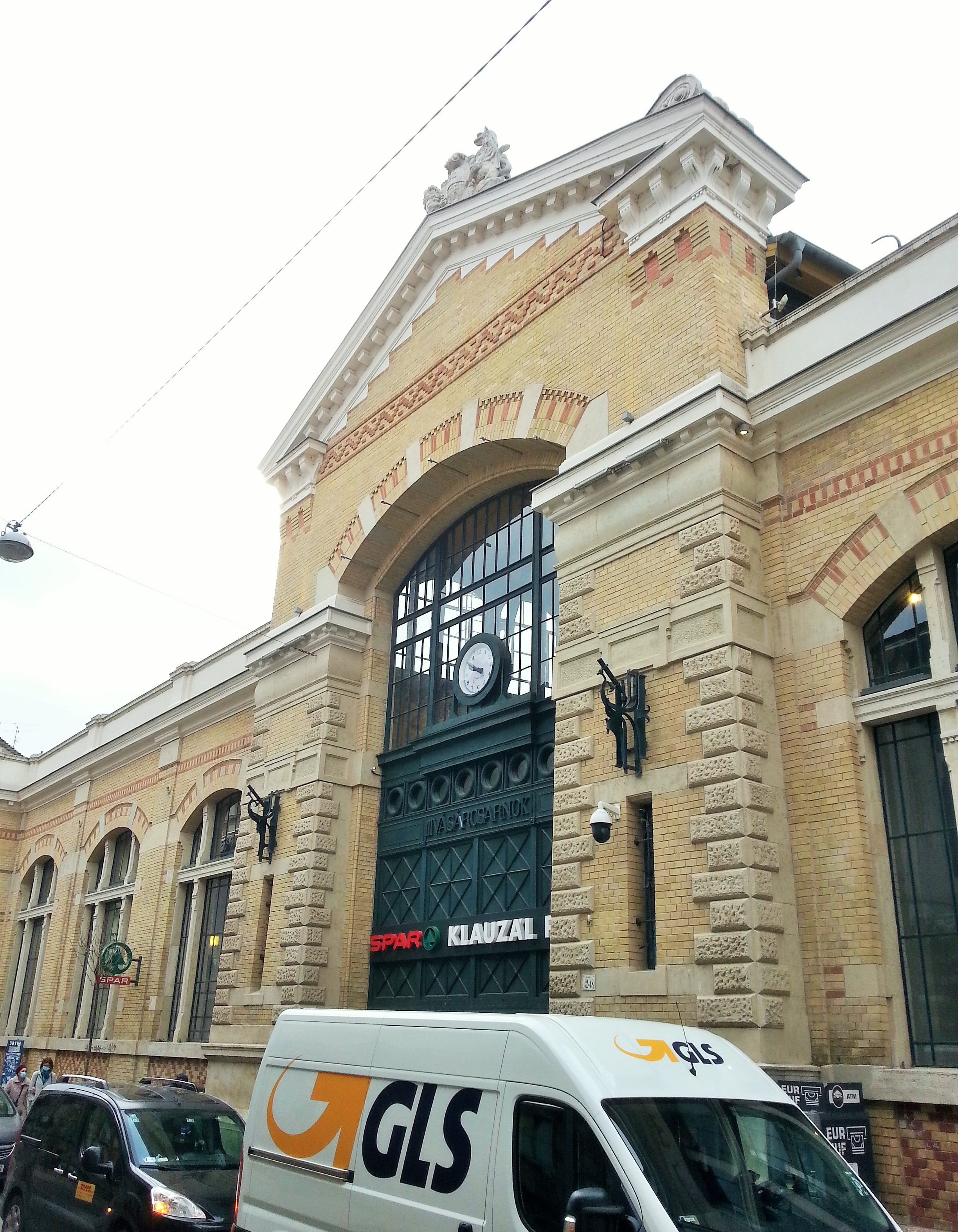
Klauzál téri vásárcsarnok (Akácfa utcai homlokzat)
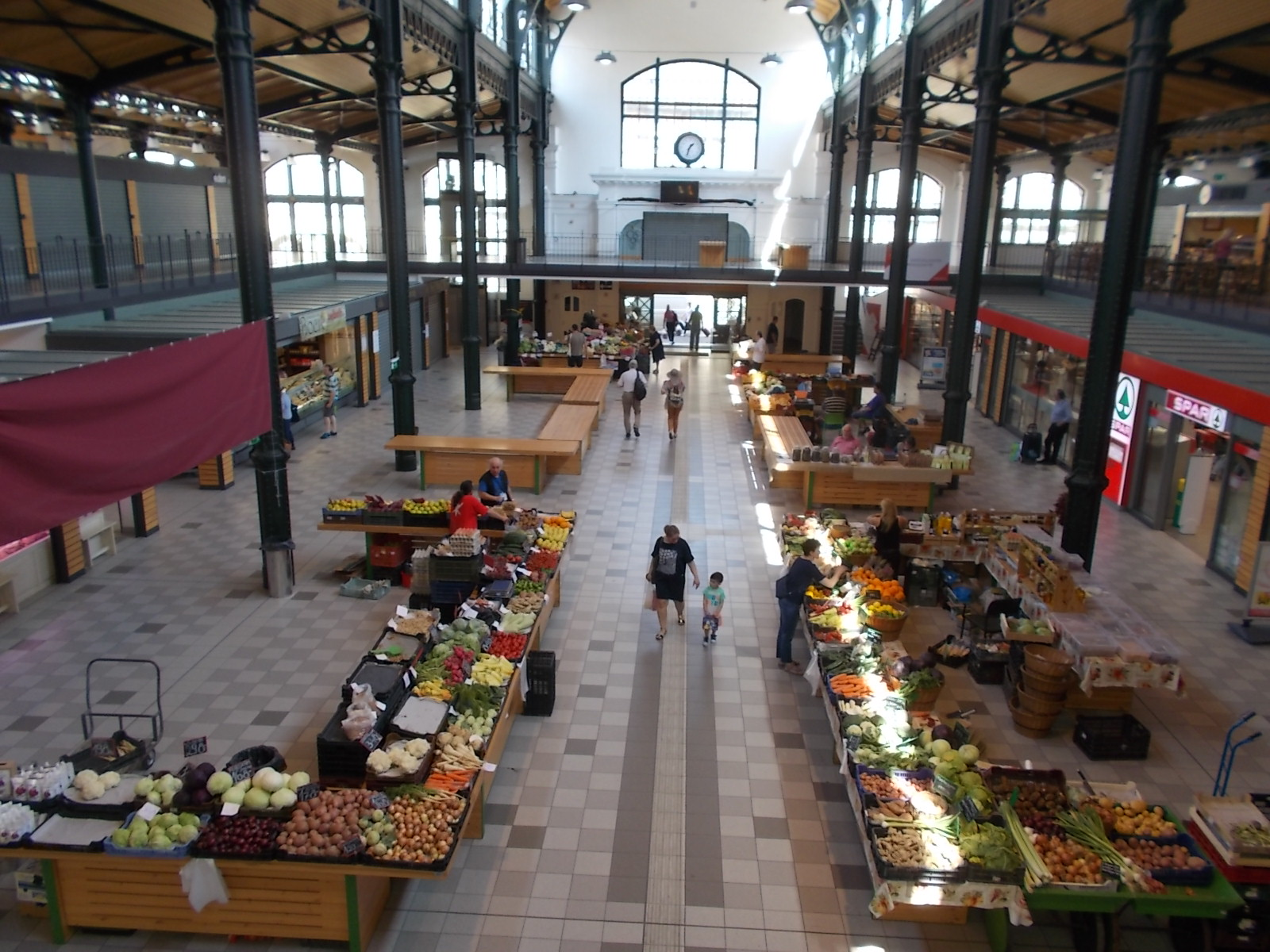
Klauzál téri vásárcsarnok (belső)
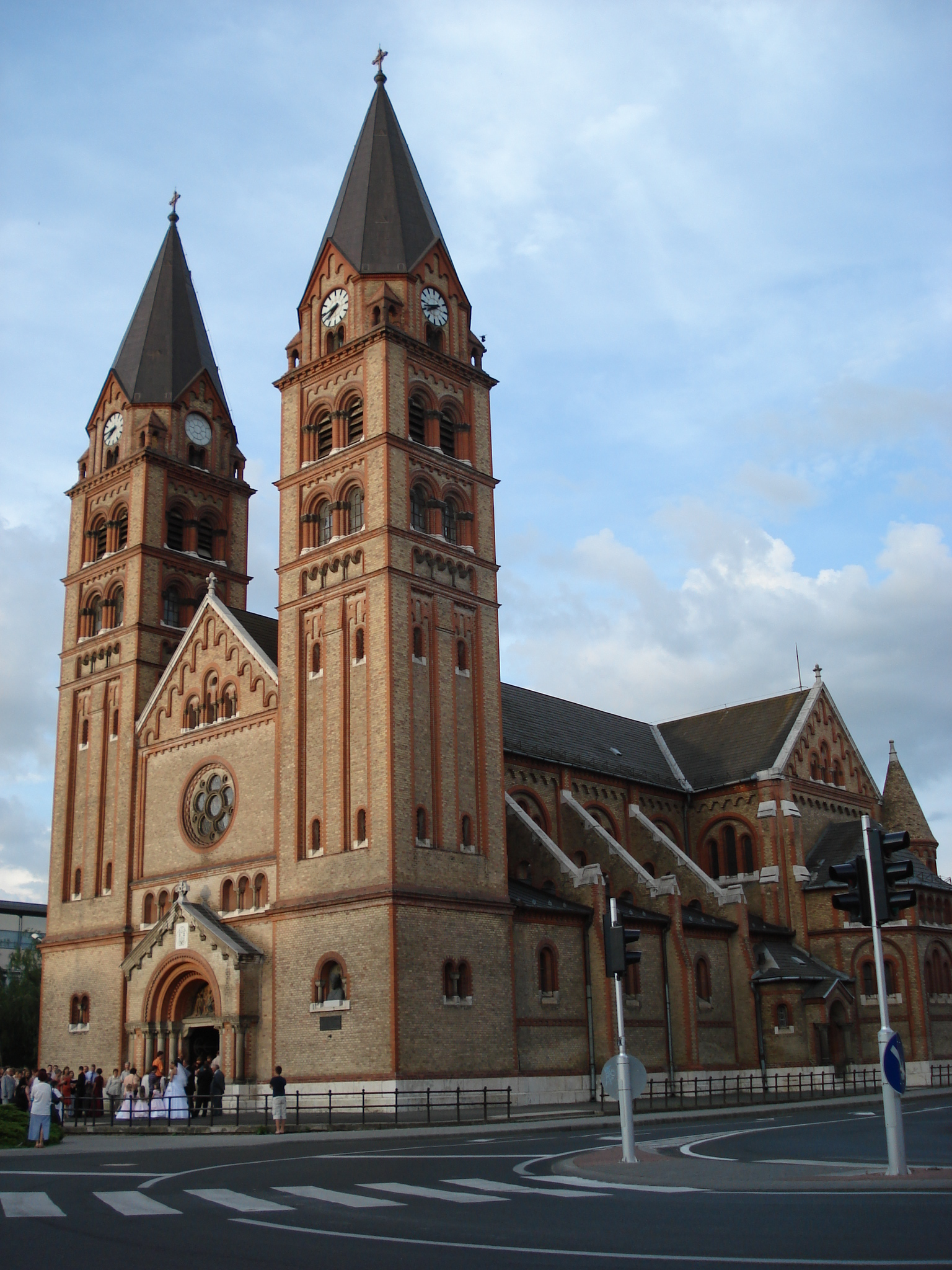
Magyarok Nagyasszonya-társszékesegyház
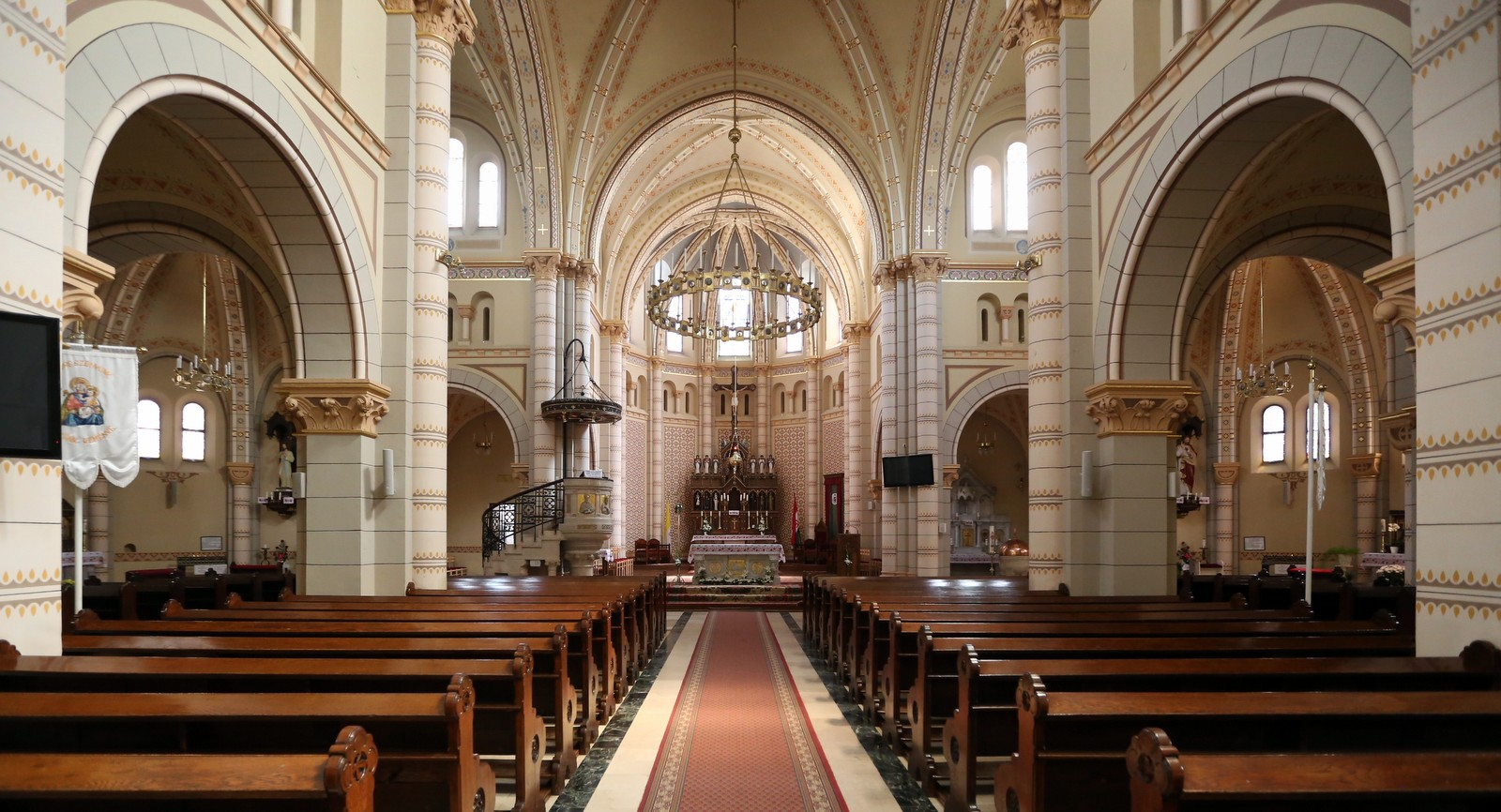
Magyarok Nagyasszonya-társszékesegyház (belső)